# Compagnie des phares et balises
La Compagnie des Phares et Balises (CPB Films) est une société de production audiovisuelle fondée en 1992 par Jean Labib et T. Celal.
Depuis 2017, elle fait partie du groupe CLPB Media, qui compte également Camera lucida productions et Lucid realities studio (VR/AR/360°).

## Documentaires
Cette société de production est connue pour les documentaires qu'elle aide à réaliser, notamment et a reçu plusieurs prix, tel que le prix du meilleur producteur de documentaires, ou le prix d'investigation journalistique,.

## Fictions
En 2008, la société a ouvert un département Fictions & Cinéma, dirigé par Marco Cherqui. Le département développe et produit des mini-séries, séries, unitaires pour les principaux diffuseurs français (Canal +, France Télévisions, Arte et M6) ainsi que des longs-métrages pour le cinéma.

## Editions DVD et ventes internationales
CPB Films dispose d’un département de ventes internationales (CLPB Rights) et d’un service d'édition DVD et VOD (CPB Editions) depuis 2004. CLPB Rights assure la distribution des catalogues documentaires et fictions et l'acquisition de productions externes.

## Filmographie

### Fictions
- 2008 : Nicolas Le Floch (saison 1) de Edwin Baily (Festival de la Fiction, La Rochelle 2008 : Meilleure musique, Stéphane Moucha[réf. souhaitée])
- 2008 : À droite toute de Marcel Bluwal (Fipa d'Argent de la meilleure série 2008, FIPA d'or d'interprétation masculine 2008 pour Bernard-Pierre Donnadieu, FIPA d'or de la meilleure musique originale 2008 pour Antoine Duhamel et prix du meilleur scénario au Festival du film de télévision de Luchon[réf. souhaitée])
- 2008 : La Double Inconstance de Carole Giacobbi, d'après la pièce de Marivaux
- 2009 : Nicolas Le Floch (saison 2) de Nicolas Picard-Dreyfuss
- 2010 : Nicolas Le Floch (saison 3) de Nicolas Picard-Dreyfuss
- 2011 : La Baie d'Alger de Merzak Allouache, d'après le roman éponyme de Louis Gardel.
- 2011 : Jeanne Devère de Marcel Bluwal
- 2012 : Nicolas Le Floch (saison 4) de Nicolas Picard-Dreyfuss
- 2013 : Nicolas Le Floch (saison 5) de Philippe Bérenger
- 2013 : Les Vieux Calibres de Marcel Bluwal
- 2015 : L'Inconnu de Brocéliande de Vincent Giovanni
- 2015- : Intrusion de Xavier Palud (Prix de la meilleuse série au festival de Luchon[réf. souhaitée])
- 2017 : Nicolas Le Floch (saison 6) de Philippe Bérenger, d'après l'œuvre de Jean-François Parot
- 2017 : Meurtre à ... Orléans de Jean-Marc Seban.
- 2018 : Un avion sans elle de Jean-Marc Rudnicki (mini-série)[4]
- 2018 : Les Sauvages, série de Rebecca Zlotowski, d'après les romans de Sabri Louatah[5]
- 2023 : Le Horla de Marion Desseigne Ravel

### Documentaires

#### 1993-2000
- Et moi, et moi, et moi …, de Yves Jeuland (Sélection FIGRA 2002, Sélection prix de l'Université Dauphine 2001)
- All about E.U. ? ou l'Europe en panne, de Nick Fraser en Ben Lewis
- Histoire d'une invention, de Richard Vargas
- La Corruption internationale : le beurre ou l'argent du beurre, de Pierre Ambrovici
- Le Festival mondial de théâtre de Nancy, de Didier Lannoy et Jean Grémion
- Whisky, le Diable ou le bon Dieu, de Laurent Chavanel
- Bébés du monde, de Béatrice Fontanelle et Claire Darcourt
- Alexandre Soljenitsyne, de Françoise Wolff
- Avez-vous vu Jésus, de Alix de Saint-André et Bernard Cazedepats
- Fac : mode d'emploi, de Isabelle Sylvestre
- Je veux mon entreprise, de Didier Lannoy
- Pharos, sentinelles de la mer, de Diego Mas Trelles
- Rêves d'énarques, de Yves Jeuland (Sélection FIPA 2000)
- Les Aficionados d'opéra, de Élisabeth Aubert
- Voyage au bout de la droite, de Christian Poveda
- Borbata : le petit pays des hommes forts, de Christian Poveda
- Jérusalem … à la folie, de Théo Robichet (Sélection Festival de Lille 1998)
- Le Saint-Suaire, de Didier Lannoy
- Édouard Boubat, de Itaka Schlubac'h
- Franco a-t-il sauvé des Juifs ?, de Richard Vargas
- La Mode : passion, sexe et rébellion, de Jaci Judelson et Gideon Koppel
- Le Temps du marché noir : 1940-1950, de Henry-Claude de la Casinière
- Tony Blair : je veux être premier ministre, de André Delacroix
- Petit lexique de chinois pour débutants, de Fanghui Wang
- L'année du Bœuf, de Christophe Planchais, Fanghui Wang et Frédéric Vassort
- La Comédie Française ou l'Amour joué, de Frederick Wiseman
- Albert Camus, de James Kent (Sélection FIPA 1997)
- Cuba libre !, de Variety Moszynski
- Retour en Bolivie, de Variety Moszynski (Sélection festival de Biarritz 1997)
- Héros : que sont-ils devenus ?, d'Albert Knechtl (Médaille d'Argent 1996 du meilleur programme TV olympique CIO)
- Jean-Marcel Jeanneney au service de l'État, de Jean-Marie Carzou et Jean Lacouture
- La Chute de la maison Potin, de Philippe Kohly
- Les Derniers jours du bac ?, d'Olivier Lamour
- Les Joyaux de la couronne, de Richard Vargas
- Opus Dei, de Pierre Abramovici (Sélection Festival de Pessac 1997)
- Sylvie, de Martine Thoquenne (Sélection Festival du Film Documentaire Sheffield, Festival du Cinéma du réel, Festival de Cork)
- J. Edgar Hoover ou le plus grand ripou d'Amérique, de Jean-François Delassus
- Le Grand combat, de Philippe Bordas (Festival de Venise, Festival de Banff)
- Mon petit bikini, de Diego Mas Trelles
- Le Mystère Anquetil, de Philippe Kohly (Paladino d'argent au 19e festival international de films sportifs de Palerme)
- Act-Up : on ne tue pas que le temps, de Christian Poveda (Sélection Festival du Film Gay et Lesbien)
- Camille au pays du métal, de Camille Grandval
- Danielle Darrieux, de Denys de la Patellière
- De Washington à CNN, de Michel Arowns
- Heavy Metal, de Henning Löhner
- La 4 CV, de Henry Claude de la Casinière
- Le 8 mai 45, de William Karel
- Les Prisonniers de guerre allemands, de Henry Claude de la Casinière
- Mr Vice President, de Michel Arowns
- Psychedelic Trance, de Martin Meissonnier
- Punir ou réparer, de Philippe Saint-Gilles
- Mike Tyson, de Henry Claude de la Casinière
- Franco, d'Yvon Gérault
- Voyage en Olympie, d'Albert Knechtl
- Partir dans le bleu (portrait de Jean-Claude Vannier), de Pierre Desfons
- Rugby, palombes et chocolat, de Philippe Constantini
- Souriez, je m'occupe du reste, de Mari-Hélène Alessandra
- La Légende du rugby, de Michel Arowns
- Opérette, de Christina Varady
- Ah ! Ma zone !, de Mounir Dridi
- Jean Marais, de Jean-Christophe Rosé
- Portraits urbains, de Jacques Mitsch
- Super Bowl, un rêve américain, de Jean Baronnet
- Les Rois du ring, de Jean-Christophe Rosé
- Portraits de pèlerins en route vers Saint-Jacques de Compostelles, de Diego Mas Trelles
- La Biennale de Venise, de Guy Saguez
- Bob Wilson : la vie et l'œuvre, de Jean Grémion

#### 2001-2010
- Françafrique, de Patrick Benquet (Lauriers de la radio et de la télévision - 2011, FIGRA Ep1 La Raison d’État en hors compétition et Ep2 L'argent Roi en compétition - 2011)
- La Légende du juge Borrel, de Francis Gillery
- Après la Gauche, de Jérémy Forni, Geoffroy Fauquier et Gaël Bizien
- 39/40 La Guerre des images, de Jean-Christophe Rosé
- Ultime avant-poste, Afghanistan, de Yuri Maldavsky et Timothy Grucza (en)
- Quatre saisons à la Romanée-Conti, de Thomas Bravo-Maza
- La France des camps, de Jorge Amat et Denis Peschanski
- 100 000 cercueils, le scandale de l'amiante, de José Bourgarel
- Musulmans de France, de Karim Miské, Emmanuel Blanchard et Mohamed Joseph
- Contre l'oubli, de Pierre Beuchot et Jean-Noël Jeanneney
- Un village en campagne, d'Yves Jeuland
- Super Mom, de Sarah Klein et Anne Labro (sélection officielle au Festival de San Diego, Festival Visions du Réel, Telluride Mountain Film Festival)
- Maréchal nous voilà, de Jorge Amat et Denis Peschanski
- L'Autre 8 mai 1945 : aux origines de la guerre d'Algérie, de Yasmina Adi (Étoile de la Scam 2009, prix de la diffusion France 3 Méditerranée, 13e prix du CMCA Festival international du documentaire et du reportage Méditerranéen)
- La Double Mort de Pierre Bérégovoy, de Francis Gillery
- Un chœur à Bondy, de Juan Gélas
- Shimon Peres, de Samuel Lajus (sélection Festival du Film de Colmar 2007, FIPATEL 2008)
- Joseph Wrésinski, 50 ans de combat contre la misère, de Caroline Glorion et Gérard Lemoine
- Silence dans la vallée, de Marcel Trillat (Sélection FIGRA 2008)
- Citizens K, de Eyal Sivan
- ETA, de Richard Vargas
- Caméras dans le prétoire, de Rafael Lewandowski
- Le Pen et la torture, la question, de José Bourgarel
- Marianne en Campagne, d'Ariel Nathan
- Les Cavaliers de l'aurore, de Jackie Bastide
- La Bataille d'Alger, d'Yves Boisset
- Nos enfants sont-ils des malades mentaux ?, de Frédéric Biamonti, Anne Labro et Guy Hugnet
- Nuremberg, les nazis face à leurs crimes, de Christian Delage
- Saint Émillion, de Nicola Jouvin
- René Char, de Jérôme Prieur (Sélection Festival International du Film d'Histoire 2007, Sélection Escales Documentaires 2007)
- La Traque de l'Affiche Rouge, de Jorge Amat et Denis Peschanski
- L'Europe des Fronts Populaires, de Laurence Jourdan
- Provence, terre inspirée, de Marianne Lamour
- Que veulent les Polonais ?, d'Andrzéj Wolski
- L'énigme polonaise, de Virgine Linhart
- Roger Diamantis ou la vraie vie, d'Élise Girard
- Mustapha Kemal Atatürk : naissance d'une république, de Séverine Labat
- Le Génocide arménien, de Laurence Jourdan
- La Section White, de Yuri Maldavsky et Timothy Grucza (Banff World Television Award Winner)
- Irak, quand les soldats meurent …, de Jean-Paul Mari et Eyal Sivan
- L'Homme qui est mort de chagrin, de Jean-Michel Vennemani et Noël Mamère
- Quand je serai jockey, je serai grand, de Jackie Bastide
- Sport et télévision, de Jean-Christophe Rosé
- Camarades, il était une fois les communistes français … 1944-2004, d'Yves Jeuland (FIPA d'Argent catégorie documentaires de création et essais, Prix Focal du meilleur usage d'images d'archives dans un film d'histoire Londres 2005, Festival des films du monde de Montréal)
- Europe : attention travaux !, de Virginie Linhart et Olivier Duhamel
- Grèce 17N le terrorisme en question, de Chantal Lasbats
- La Paix nom de Dieu, d'Yves Jeuland
- Le Soldat inconnu vivant, de Joël Calmettes
- Maris à tout prix, d'Yves Jeuland et Jean-Michel Vennemani (Festival de Films Gay et Lesbiens de Paris (2004), de Turin (2005))
- Le Haras du Cheikh, de Saïd Bakhtaoui
- Algérie 1988-2003 : Autopsie d'une tragédie, de Séverine Labat et Malik Aït-Aoudia
- Metaleurop : Germinal 2003, de Jean-Michel Vennemani
- Seuls sont les indomptés, d'Élise Girard et Joëlle Oosterlinck
- En quête d'Ingrid, de Gilles Perez et Philippe Lobjois
- Ourasi, le roi fainéant, de Jackie Bastide (Grand prix du festival international EPONA 2003)
- Objectif thune, de Samuel Tasinaje
- Génération FLNC : les années romantiques / les années de plomb, de Gilles Perez et Samuel Lajus
- Vol AF 8969 Alger-Paris, histoire secrète d'un détournement, de Séverine Labat et Malik Aït-Aoudia ( FIGRA, prix de la Meilleure Investigation)
- Maria Bethania do Brasil, de Hugo Santiago
- Maroc : les défis de Mohamed VI, de Jean-Michel Vennemani
- Paris à tout prix, d'Yves Jeuland (7 d'or de la meilleure série documentaire, Prix du club de l'audiovisuel de Paris Sénat, Lauriers du Sénat, Prix du magazine Broadcast, Festival du Film d'Histoire de Pessac, États généraux du Documentaire de Lussas[réf. souhaitée])

#### 2011-2018
- Mourad Merzouki, l'alchimiste de la danse d’Élise Darblay
- Trafics, une collection documentaire de Julien Johan et Frédéric Ploquin
- La guerre des enfants, de Julien Johan et Michèle Durren (Prix du public et Mention Spéciale au Festival de Luchon)
- Les routes de l'esclavage, série documentaire de Daniel Cattier, Juan Gélas et Fanny Glissant (4 × 52 min)
- Serge, condamné à mort de Christine Tournadre (Grand Prix du FIGRA 2018)
- Nucléaire, l'impasse française de Patrick Benquet
- Karen Blixen, le songe d'une nuit africaine, d'Elisabeth Kapnist
- Magda Goebbels, la première dame du Troisième Reich, d'Antoine Vitkine (Prix Terre(s) d'Histoire au FIGRA 2018)
- Joan Miró, le feu intérieur, d'Albert Solé
- Venise le défi technologique, de Laurence Thiriat et Thomas Marlier
- Les mensonges de l'histoire, série de douze documentaires de cinquante-deux minutes, produite pour RMC Découverte
- Le monde sous les bombes, de Guernica à Hiroshima, d'Emmanuel Blanchard et Fabrice Salinié (Prix Terre(s) d'Histoire au FIGRA 2017)
- Les gangsters et la République, série documentaire de Frédéric Ploquin et Julien Johan
- Tchernobyl, le mensonge français, de Mélanie Dalsace
- Qui es-tu Eleanor Roosevelt ?, de Patrick Jeudy
- Paul Gauguin, le paradis toujours plus loin, de Dominique Agniel et Laurence Thiriat
- A côté, dans nos forêts, d'Emma Baus
- Orson Welles, autopsie d'une légende, d'Elizabeth Kapnist (Sélection en compétition officielle dans la section Cannes Classics – Festival de Cannes 2015, Haifa International Film Festival 2015, Milano Film Festival 2015, Montréal - Festival des Films du Monde 2015, Au Film Du Temps - Festival Du Film Historique de Waterloo 2015, 37th Cairo International Film Festival 2015)
- Climato sceptiques - La guerre du climat, de José Bourgarel et Laure Noualhat (FIFE - Paris 2015)
- Poulidor Ier, une histoire française, de Patrick Jeudy (Festival du film d'Histoire de Pessac 2016)
- Protestants de France, de Valérie Manns (Projection spéciale - Hors compétition, Festival du film d'histoire de Pessac 2016)
- Martin Buber, itinéraire d'un humaniste de Pierre-Henri Salfati (Sélection en compétition officielle au Toronto Jewish Film Festival 2016)
- L'assassinat de Jean Broglie, une affaire d'État, de Francis Gillery (Sélection officielle, Festival de Pessac 2016 / Sélection officielle, Festival de Luchon 2016)
- L'Afrique vue par Kapuscinski, d'Olga Prud'homme Farges (Étonnants voyageurs - Saint Malo 2015, Festival du Film Pan-Africa International (Vues d'Afrique) - Montréal 2015)
- Élysée, à la première table de France, de Gilles Bragard et Christian Roudaut
- Là-bas, sur nos rivages, d'Emma Baus
- Du fer à la finance, l'empire Wendel, de Patrick Benquet (Prix du Public, Festival de Pessac 2014, Prix des jeunes journalistes, Festival de Pessac 2014, Sélection FIPA 2015)
- Syrie, enfants en guerre, de Yuri Maldavsky (Prix du public au FIGRA Paris 2015, Prix Média Enfance Majuscule Paris 2016)
- Ariane Mnouchkine au pays du théâtre, de Fabienne Pascaud et Thierry Thomas
- 14-18, refuser la guerre, de Georgette Cuvelier (Festival International du Film d'Histoire - Pessac 2013)
- La France sous les bombes alliées 1940-1945, de Catherine Monfajon
- Beuve-Méry / De Gaulle, Le Monde contre le Président, Joseph Beauregard et Laurent Greilsamer
- JRR Tolkien - des mots, des mondes, de Simon Backès (Festival International du Film sur l'Art (FIFA) - Montréal (2015) : Prix du meilleur essai)
- Le beau Danube bleu, de Pierre-Henri Salfati
- Princesse, pop stars & girl power, de Cécile Denjean
- Black France, de Pascal Blanchard et Juan Gelas, produit pour Al Jazeera (version anglaise de Noirs de France de 1889 à nos jours)
- Asiatiques de France, de Laurence Jourdan (Festival International du Film d'Historie de Pessac - Sélection Panorama du Documentaire 2013)
- Beat Generation - Kerouac / Ginsberg / Burroughs, de Jean-Jacques Lebel & Xavier Villetard (Prix du meilleur portrait au Festival International du Film sur l'Art de Montréal)
- Juifs et Musulmans, si loin si proches, de Karim Miské, Nathalie Mars et Emmanuel Blanchard (Laurier de la Meilleure série et collection documentaire (Lauriers de la Télévisions 2014), Prix Historia de l'Inattendu 2014)
- Là-haut, sur la montagne, d'Emma Baus
- La légende du Tour de France, de Benoît Heimermann et Jean-Christophe Rosé
- Petits arrangements avec l'amour, de Ilana Navaro
- Noirs de France de 1889 à nos jours, de Pascal Blanchard et Juan Gelas (Prix Focal du meilleur usage d’images d’archives dans un film d’histoire, Londres 2012, Prix du Meilleur documentaire de télévision 2012 - Prix du syndicat Français de la critique)
- Aventure en Indochine 1946-1954, de Patrick Jeudy (Prix du Syndicat de la critique au Lauriers de la télévision du meilleur documentaire unitaire 2014)
- La naissance, une révolution, de Franck Cuvelier
- Chez Frida Kahlo, de Xavier Villetard
- Super 8 ... mon amour !, de Rémy Batteault